# فاسيليوس فاسيلاكوس
فاسيليوس فاسيلاكوس (باليونانية: Βασίλειος Βασιλάκος)‏ (7 سبتمبر 1960) هو لاعب كرة قدم يوناني سابق، لعب كلاعب خط وسط مهاجم.